# Euodynerus scudderi
Euodynerus scudderi är en stekelart som först beskrevs av Cameron 1908.  Euodynerus scudderi ingår i släktet kamgetingar, och familjen Eumenidae. Inga underarter finns listade i Catalogue of Life.